# Cnemaspis vangoghi
Cnemaspis vangoghi — вид ящірок з родини геконових (Gekkonidae). Описаний у 2024 році.

## Назва
Вид названо на честь нідерландського художника Вінсента ван Гога (1853—1890). Забарвлення цього виду нагадує одну з найвідоміших картин Ван Гога «Зоряна ніч».

## Поширення
Ендемік Індії. Мешкає у Західних Гатах. Типовий зразок виявлено біля храму Нір-Катха-Айянар-Ковіл (9,5108° пн. ш., 77,4529° сх. д.; приблизно 250 м над рівнем моря) у тигровому заповіднику Шрівілліпутур-Мегамалай, округ Вірудхунагар, штат Тамілнаду.

## Опис
Невеликий гекон, завдовжки 34 мм (без хвоста).